# صدف تیغی آرام
صدف تیغی آرام (نام علمی: Siliqua patula) نام یک گونه از راسته صدف‌های سفت‌پوسته است.